# Yússuf I
Yússuf I (àrab: يوسف, Yūsuf) (Granada, 1318 - 1354) va ser rei de Granada, el setè de la dinastia nassarita entre 1333 i 1354.
Va assolir el poder quan fou assassinat el seu germà gran Muhàmmad IV proclamat pel lleialista Ridwan, després ministre. Va expulsar el cap de les forces marínides Abu-Thàbit ibn Abi-l-Ula i el va substituir per Yahya ibn Úmar ibn Rahhu.
Va establir una treva de quatre anys amb Alfons XI de Castella, que va portar a una tractat de pau més general entre el Marroc, Granada i Castella el 1334. El 1336 Pere III va acceptar prorrogar la pau amb Granada. Però la pau no es podia mantenir gaire temps per les ambicions contraposades i Castella va desenvolupar la seva flota amb ajut dels catalans pel pacte de Madrid, i els marínides ho van fer amb ajut dels hàfsides. El 1340 la flota marínida va atacar a la castellana a la badia d'Algesires i la va derrotar.
Llavors els marínides, amb la moral alta, van creuar l'estret sota la direcció del soldà de Fes, Abdul Hassan, assetjant Tarifa el 1340. Llavors la flota catalana va derrotar a la marínida en aigües de Ceuta i sota la direcció de Jofre Gilabert de Cruïlles van fer un atac a Algesires. A Tarifa els castellans amb ajust de les forces de la Corona d'Aragó (que van desbloquejar la ciutat per mar) i portugueses (el rei Alfons IV de Portugal era cunyat d'Alfons XI de Castella), van presentar batalla que es va lliurar a la vora del riu Salado, anomenada batalla del riu Salado (30 d'octubre) que fou una greu derrota dels magrebins.
Per temor a una reacció al Marroc el sultà va ordenar el retorn (28 de novembre) deixant totes les seves places a la península a mans dels granadins. Els castellans es van apoderar d'Alcalá de Benzaide (moderna Alcalá la Real), Almodóvar del Río, Castillo de Locubín, Priego, Ruete, Matrera i Benamejí (1241). L'agost del 1241 Alfons XI va iniciar el llarg setge d'Algesires. Al setge van acudir forces de tot Europa; fou una de les primeres operacions europees en què es van utilitzar els canons (normals a partir de la batalla de Crecy el 1346) que foren utilitzats només pels musulmans. Els contingents estrangers es van acabar retirant i els genovesos, la flota dels quals era imprescindible, van presentar alguns conflictes. Finalment el rei castellà va aconseguir la ciutat a canvi d'una treva de 10 anys (27 de març de 1344) i va concedir l'evacuació honorable de la guarnició i la població. Granada va pagar a més un tribut a Castella.
El 1349 el rei Alfons XI de Castella va faltar una vegada més a la paraula donada i escrita i va atacar Gibraltar, però va morir al setge a causa de la pesta negra (26 de març de 1350). El va succeir el seu jove fill Pere I el Cruel que va renovar la treva. El 19 d'octubre de 1354 un boig el va apunyalar a la gran mesquita de Granada i el va matar. El va succeir el seu fill Muhàmmad V de Gharnata.